# Acord d'Erdut

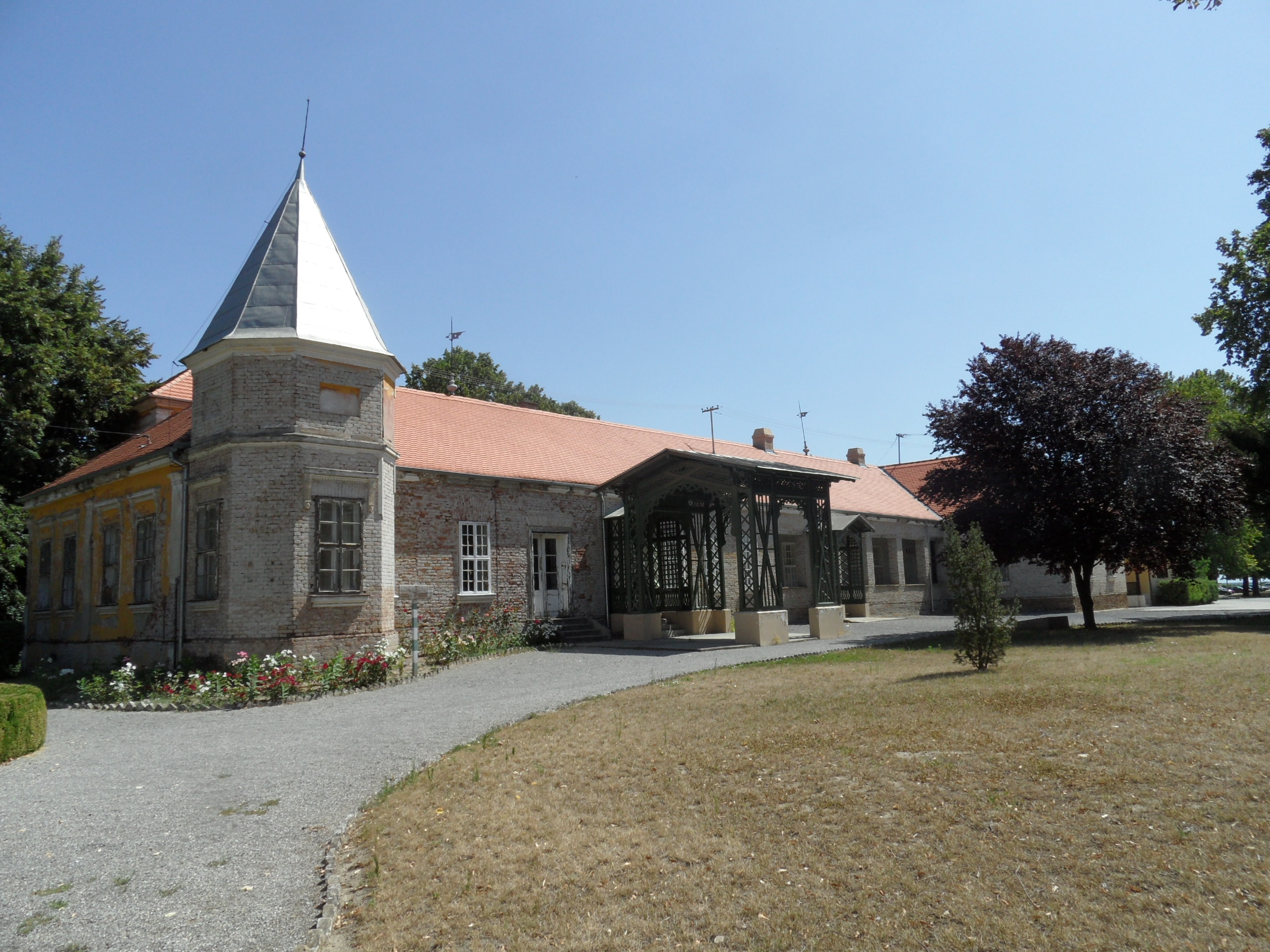
Castell d'Adamovich-Cseh, on es va signar l'acord d'Erdut.

L'acord d'Erdut (en croat: Erdutski sporazum, en serbi: Erdutski sporazum o Ердутски споразум), oficialment l'Acord Bàsic sobre la Regió d'Eslavònia Oriental, Baranya i Sirmia Occidental, va ser un acord assolit el 12 de novembre de 1995 entre les autoritats de la República de Croàcia i les autoritats locals sèrbies de la regió d'Eslavònia Oriental, Baranya i Sirmia Occidental sobre la resolució pacífica de la guerra de la independència de Croàcia a l'est de Croàcia. Es va anomenar acord d'Erdut, el poble en què es va signar.
Els signants van ser Hrvoje Šarinić, l'antic primer ministre del Govern de Croàcia i Milan Milanović, un polític local serbi representant l'autoproclamada República Sèrbia de Krajina (RSK), sota les instruccions de les autoritats de la República Federal de Iugoslàvia. Els testimonis van ser Peter Galbraith, l'ambaixador dels Estats Units a Croàcia de l'època, i Thorvald Stoltenberg, l'intermediari de les Nacions Unides.
El territori d'Eslavònia Oriental, Baranya i Sirmia Occidental havia estat controlat prèviament pel RSK, i abans per l'OAS d'Eslavònia Oriental, Baranya i Sirmia Occidental. L'acord va ser reconegut per la resolució 1023 del Consell de Seguretat de les Nacions Unides, i va aplanar el camí a l'establiment de l'Autoritat Transitòria de les Nacions Unides a Eslavònia Oriental, Baranya i Sirmia Occidental. Sobre la base d'aquest acord, es va establir el Consell conjunt de municipalitats, amb una majoria de la població sèrbia.